# Богородицкое (Милославский район)
Богородицкое — село в Милославском районе Рязанской области России, центр Богородицкого сельского поселения. Население 252 человека по переписи 2010 года.
Расположено в центральной части района, на берегу реки Паника, в 16 км к северо-западу от райцентра Милославское (22 км по шоссе), высота над уровнем моря 186 м. Ближайшие населённые пункты: Чернава в 3 км на юго-запад, Павловское в 3 км на северо-восток и Озерки в 3 км на юг.
В селе действуют общеобразовательная школа, почта, церковь Рождества Богородицы.

## История
В конце XVII столетия при Скопино-Данковской дороге, между старинными селами Чернавой и Топилами, возникла трехдворная деревушка.
Меньше, чем через 100 лет, в 1771 году, деревушка уже насчитывала более восьмидесяти дворов. И с этого времени деревня стала называться селом Богородицким.
В «Историко-статистическом описании церквей и монастырей Рязанской епархии» за 1885 год есть упоминание, что с 1771 года в селе существует Богородицерождественская церковь.

## Население
| 1859 | 1897  | 1906  | 2010 |
| ---- | ----- | ----- | ---- |
| 1056 | ↗1898 | ↗2274 | ↘252 |